# New Tales from the Borderlands
New Tales from the Borderlands est un jeu vidéo d'aventure graphique en point and click développé par Gearbox Studio Québec et édité par 2K Games. Spin-off de la série Borderlands et successeur de Tales from the Borderlands (2014-2015), le jeu est sorti le 21 octobre 2022 sur Windows, Nintendo Switch, PlayStation 4, PlayStation 5, Xbox One et Xbox Series.

## Système de jeu
Semblable à Tales from the Borderlands, il s'agit d'un jeu d'aventure graphique dans lequel le joueur doit déplacer le protagoniste du jeu dans l'environnement du monde, explorer son environnement, terminer des événements rapides et faire des choix narratifs susceptibles de changer le cours de l'histoire. New Tales from the Borderlands présente un casting de nouveaux personnages, dont trois protagonistes jouables : Anu, un scientifique altruiste, Octavio, le frère d'Anu qui cherche la gloire et la fortune, et Fran, le propriétaire d'un magasin de yaourt glacé qui utilise un hoverchair pour se déplacer. Chaque personnage a ses propres gadgets uniques. Anu a des lunettes high-tech qui lui permettent de scanner des objets, Octavio peut parcourir les pages de médias sociaux d'autres personnes et pirater leurs appareils et Fran peut geler les ennemis en utilisant son hoverchair. 

## Histoire
Environ un an après Borderlands 3, le fabricant d'armes Tediore a commencé à envahir la planète Promethea. Le joueur doit guider les trois protagonistes, chacun avec ses propres espoirs et rêves, alors qu'ils se battent contre les agents de Tediore, ainsi que contre les monstres et les criminels qui parcourent la planète. Le trio doit également travailler ensemble alors qu'ils recherchent une clé de coffre-fort qui pourrait leur donner accès à un coffre-fort caché avec des trésors qui pourraient changer leur vie pour toujours,.  

## Développement
Le premier jeu Tales from the Borderlands avait été développé par Telltale Games, qui a été fermé en 2018. Gearbox Studio Québec, qui a ouvert ses portes en 2015, a été le principal développeur du jeu. L'équipe a passé au moins deux ans et demi à développer le jeu. Comme l'équipe de Gearbox n'avait pas d'expérience dans le développement d'un jeu comportant un récit ramifié, ils ont embauché plusieurs membres clés de l'équipe de développement du jeu original pour les aider à comprendre comment écrire une histoire interactive qui peut répondre aux choix et aux décisions prises par les joueurs. Le studio a également embauché Lin Joyce, docteur en fiction interactive, pour servir de scénariste principal du jeu. Alors que le jeu avait initialement un plus grand nombre de personnages, de nombreux acteurs n'ont pas été en mesure de terminer le travail de capture de mouvement pour le jeu. En conséquence, l'équipe de rédaction a dû modifier le script du jeu pour se concentrer sur les trois personnages principaux, ce qui a donné une histoire plus "intime". 
Gearbox considérait New Tales from the Borderlands comme un "jeu standalone" et un successeur spirituel à Tales from the Borderlands. Il présente un casting de nouveaux personnages et une histoire autonome, de sorte que les joueurs n'auraient pas besoin d'avoir joué à d'autres jeux de la série pour bien comprendre l'histoire. Cependant, le jeu comporterait également un personnage secondaire de retour, Rhys, le protagoniste du Tales original. Son esthétique serait par ailleurs plus proche de celui de Borderlands 3 que dans le Tales original, et le jeu serait réalisé avec l'Unreal Engine 4,. New Tales from the Borderlands conserve donc la structure épisodique du jeu original, mais les cinq épisodes seraient publiés en même temps, à l'instar de Life Is Strange: True Colors.
Le PDG de Gearbox Software, Randy Pitchford, avait annoncé une suite à Tales from the Borderlands au PAX East en avril 2022. Le jeu a été officiellement dévoilé à la Gamescom en août 2022 par Gearbox et l'éditeur de la série 2K. Il devrait sortir le 21 octobre 2022 pour Windows PC via Epic Games Store, Nintendo Switch, PlayStation 4, PlayStation 5, Xbox One et Xbox Series. L'édition Deluxe donne accès au jeu original Tales from the Borderlands, tandis que les joueurs qui précommandent le jeu auront accès à un objet de collection, des crédits en jeu et à des cosmétiques pour les trois protagonistes. 